# 인천신항대로
인천신항대로는 인천광역시 남동구 고잔동에서 연수구 송도동까지 이르는 인천광역시도로, 총 연장은 12.006 km이다. 도로명은 인천신항으로 향하는 도로로 명명되었다.

## 역사
- 2012년 5월 22일 : 도로명으로 인천신항대로를 고시

## 주요 경유지
- 인천광역시
  - 남동구 (고잔동) - 연수구 (송도동)

## 접촉하는 도로
- 직결 : 호구포로
- 교차 : 아암대로, 송도바이오대로

## 주변 시설
- 선광신컨테이너터미널 (인천신항대로 707/송도동 407)
- 한진인천컨테이너터미널 (인천신항대로 777/송도동 406)
- (주)인천크로스독 (인천신항대로 920/송도동 378)
- 송도LNG종합스포츠타운 (인천신항대로 916/송도동 379)
- ㈜지앤아이로지텍물류센터 (인천신항대로 924/송도동 378)
- 오렌지듄스골프장 (인천신항대로 1120/송도동 347)
- 남부권 광역 생활자원회수센터 (인천신항대로 1180/송도동 346-1)
- 송도LNG제4지구야구장 (인천신항대로 1190/송도동 346)